# Trypeticus jelmeri
Trypeticus jelmeri är en skalbaggsart som beskrevs av Kanaar 2003. Trypeticus jelmeri ingår i släktet Trypeticus och familjen stumpbaggar. Inga underarter finns listade i Catalogue of Life.